# 브린역
브린역 (Brin)은 제노바 지하철의 역이다. 이탈리아 제노바의 북서쪽 교외 지구인 리바롤로리구레의 체르토사 동네에 있는 베네데토 브린 거리를 따라 자리해 있다. 현재 제노바 지하철의 시종착역으로, 디네그로 역에서 오는 터널에서 바깥 출구의 바로 서쪽에 위치해 있다. 고가교 위에 지어진 지상역으로 차후 북쪽으로 노선을 연장할 수 있도록 설계해 놓았다. 제노바 지하철의 유일한 지상역이기도 하다.
이탈리아의 건축가 렌초 피아노가 설계하였으며 1990년 6월 13일에 문을 열었다. 또 디네그로 역과 함께 제노바 지하철의 첫 운행역이 되었다.